# Рощино (Правдинский район)
Ро́щино — посёлок в Правдинском муниципальном округе Калининградской области России.

## География
Посёлок находится в южной части Калининградской области, в зоне хвойно-широколиственных лесов, на расстоянии 6 км к юго-западу от города Правдинск, административного центра округа.

### Часовой пояс
Посёлок Рощино, как и вся Калининградская область, находится в часовой зоне МСК−1. Смещение применяемого времени относительно UTC составляет +2:00.

## История
В 1947 году указом Президиума Верховного Совета РСФСР населённому пункту Георгенау (нем. Georgenau) присвоено наименование посёлок Рощино

## Население
| 2002 | 2010 |
| ---- | ---- |
| 165  | ↘131 |

## Улицы
- ул. Заречная,
- ул. Луговая,
- ул. Механизаторов,
- ул. Полевая,
- ул. Степная.